# Mykoła Fominych
Mykoła Fedorowycz Fominych (ukr. Микола Федорович Фоміних, ros. Николай Федорович Фоминых, Nikołaj Fiodorowicz Fominych; ur. 1927 w Kijowie, zm. 1996 tamże) – ukraiński piłkarz, grający na pozycji obrońcy, trener piłkarski.

## Kariera piłkarska

### Kariera klubowa
W latach 1949–1954 występował w drużynie Państwowego Instytutu Kultury Fizycznej - DIFK Kijów.

## Kariera trenerska
W 1955 rozpoczął karierę trenerską. Najpierw pracował z młodzieżą w FSzM Kijów i DJuSSz Dynamo Kijów. W latach 1964–1970 pracował w sztabie szkoleniowym SKA Kijów na stanowisku głównego trenera i asystenta. W 1970 objął stanowisko dyrektora klubu Dynama Kijów. W latach 1971–1972 prowadził Krywbas Krzywy Róg. W latach 1972–1975 dyrektor Wydziału Piłki Nożnej Republikańskiej Rady Towarzystwa Sportowego "Dynamo". W latach 1975–1989 dyrektor Wydziału Piłki Nożnej Komitetu Sportowego Ukraińskiej SRR. W latach 1976–1987 i 1989–1991 zajmował stanowisko Prezesa Federacji Futbolu Ukraińskiej SRR. Spośród jego wychowanków wiele znanych ukraińskich piłkarzy. Zmarł w 1996 w Kijowie w wieku 69 lat.

## Sukcesy i odznaczenia

### Odznaczenia
- nagrodzony tytułem Zasłużonego Trenera Sportu ZSRR: 1960